# Venas pudendas internas
Las venas pudendas internas ( venas púdicas internas) son un conjunto de venas en la pelvis Son las venas comitantes de la arteria pudenda interna.
Comienzan en las venas profundas de la vulva y del pene, saliendo del bulbo del vestíbulo y del bulbo del pene, respectivamente. Acompañan la arteria pudenda interna y se unen para formar un solo vaso, que termina en la vena ilíaca interna.
Reciben las venas del bulbo uretral, las venas hemorroidales perineales e inferiores .
La vena dorsal profunda del pene se comunica con las venas pudedas internas, pero termina principalmente en el plexo pudendo.